# Hünerberg (Taunus)
Der Hünerberg ist eine 375 m ü. NHN hohe Erhebung zwischen Falkenstein und Oberursel. Auf dem Berg befindet sich der Ringwall Hünerberg. Dort ausgegrabene Funde deuten darauf hin, dass es sich hierbei um eine Befestigung aus der Karolingerzeit (8. oder 9. Jahrh. n. Chr.) handelt. Weitere Artefakte stammen aus der Urnenfelderzeit, Hallstattzeit und Römerzeit. Ob schon früher eine Bergbefestigung bestand, konnte bisher nicht nachgewiesen werden.
Eine Teilfläche des Berges ist als Hünerbergwiesen von Oberursel ausgewiesenes Naturschutzgebiet.